# Equivalencia lógica

Equivalencia lógica

En lógica, las declaraciones p y q son lógicamente equivalentes si tienen el mismo contenido lógico. Este es un concepto semántico, dos afirmaciones son equivalentes si tienen el mismo valor de verdad en todos los modelos (Mendelson 1979:56). La equivalencia lógica de p y q algunas veces se expresa como {\displaystyle p\equiv q}, Epq, o {\displaystyle p\Leftrightarrow q}que

## Equivalencias lógicas
Sea V una verdad lógica y F una falsedad lógica:
| Equivalencia                            | Nombre                  |
| --------------------------------------- | ----------------------- |
| p∧V≡p p∨F≡p                             | Leyes de identidad      |
| p∨V≡V p∧F≡F                             | Leyes de dominación     |
| p∨p≡p p∧p≡p                             | Leyes de idempotencia   |
| ﹁(﹁p)≡p                               | Leyes de doble negación |
| p∨q≡q∨p p∧q≡q∧p                         | Leyes de conmutación    |
| (p∨q)∨r≡p∨(q∨r) (p∧q)∧r≡p∧(q∧r)         | Leyes de asociación     |
| p∨(q∧r)≡(p∨q)∧(p∨r) p∧(q∨r)≡(p∧q)∨(p∧r) | Leyes de distribución   |
| ﹁(p∧q)≡﹁p∨﹁q ﹁(p∨q)≡﹁p∧﹁q         | Leyes de De Morgan      |
| p∨(p∧q)≡p p∧(p∨q)≡p                     | Leyes de absorción      |
| p∨﹁p≡V p∧﹁p≡F                         | Leyes de negación       |

Equivalencias lógicas que involucran declaraciones condicionales:
1. p→q≡﹁p∨q

2. p→q≡﹁q→﹁p

3. p∨q≡﹁p→q

4. p∧q≡﹁(p→﹁q)

5. ﹁(p→q)≡p∧﹁q

6. (p→q)∧(p→r)≡p→(q∧r)

7. (p→q)∨(p→r)≡p→(q∨r)

8. (p→r)∧(q→r)≡(p∨q)→r

9. (p→r)∨(q→r)≡(p∧q)→r

Equivalencias lógicas que involucran bicondicionales:
1. p↔q≡(p→q)∧(q→p)

2. p↔q≡﹁p↔﹁q

3. p↔q≡(p∧q)∨(﹁p∧﹁q)

4. ﹁(p↔q)≡p↔﹁q

## Ejemplo
Las dos sentencias siguientes son lógicamente equivalentes:
1. Si Lisa está en Francia, entonces ella está en Europa (en símbolos, {\displaystyle f\rightarrow e}).
2. Si Lisa no está en Europa, entonces ella no está en Francia (en símbolos, {\displaystyle \neg e\rightarrow \neg f}).

Sintácticamente, (1) y (2) son derivables cada una de la otra a través de la regla de contraposición y doble negación. Semánticamente, (1) y (2) son verdaderas en exactamente los mismos modelos (interpretaciones, valuaciones); a saber, aquellos en que Lisa está en Francia es falso o bien Lisa está en Europa es verdadero.
(Tener en cuenta que en este ejemplo se supone lógica clásica. Algunas lógicas no clásicas no consideran (1) y (2) lógicamente equivalentes.)

## Relación con la equivalencia material
Equivalencia lógica es diferente de la equivalencia material. La equivalencia material de las p y q (escrito muchas veces p↔q) es en sí mismo otra declaración, lo llaman r, en la misma lengua objeto como p y q. r expresa la idea de "p si y solo si q". En particular, el valor de verdad de p↔q puede cambiar de un modelo a otro.
La afirmación de que dos fórmulas son lógicamente equivalentes es una declaración en metalenguaje, que expresa una relación entre dos declaraciones p y q. La afirmación de que p y q son semánticamente equivalentes no depende de ningún modelo en particular, sino que dice que en todos los modelos posibles, p tendrá el mismo valor de verdad lo q. La afirmación de que p y q son sintácticamente equivalentes no depende de modelos en todo, sino que afirma que existe una deducción de q a partir p y una deducción de p a partir q.
Existe una estrecha relación entre la equivalencia material y equivalencia lógica. Las fórmulas p y q son sintácticamente equivalentes si y solo si p↔q es un teorema, mientras que p y q son semánticamente equivalentes si y solo si p↔q es verdad en todos los modelos (es decir, p↔q es lógicamente válido).